# Социалистическая партия трудящихся (Аргентина)
Социалистическая партия трудящихся (встречаются переводы Социалистическая партия труда и Социалистическая рабочая партия, исп. Partido de los Trabajadores Socialistas, PTS), ранее известная как Партия трудящихся за социализм (Partido de Trabajadores por el Socialismo) — социалистическая политическая партия троцкистского толка в Аргентине. Находится на крайнем левом фланге аргентинской политики, входит в Левый фронт трудящихся, располагает двумя депутатами в парламенте. 

## Основание
Возникла в 1988 году как первый откол от Движения к социализму (Movimiento al Socialismo, MAS) — троцкистской партии, возглавляемой Науэлем Морено вплоть до своей смерти. СПТ появилась на базе внутрипартийного течения, сложившегося в результате III съезда MAS и носившего название «Интернационалистская большевистская тенденция» — оно обвиняло руководство партии в «национал-троцкистском вырождении» на основании официальных документов того, провозглашавших Аргентину «центром мировой революции». В течение последующих четырёх лет после этого раскола MAS распалось на более чем 20 групп.

## Деятельность
Социалистическая партия трудящихся активна в рабочем, студенческом и женском движениях. Члены СПТ занимают посты в руководстве профсоюза работников метрополитена Буэнос-Айреса (AGTSyP), 9 отделений профсоюза учителей провинции Буэнос-Айрес (SUTEBA) и работников керамической отрасли провинции Неукен (SOECN), а также составляют ведущую оппозицию в профсоюзах работников телекоммуникационной, графической и пищевой отраслей (в последней преобладают на заводах с наибольшим числом рабочих). 
Они сыграли важную роль в нескольких резонансных трудовых конфликтах и переходах предприятий под рабочий контроль, включая захват рабочими фабрики по производству керамической плитки FaSinPat (бывшая Cerámica Zanon) и последующее успешное её функционирование под контролем рабочего самоуправления (события этой волны нашли отображение в документальном фильме «Захват» за авторством Наоми Кляйн).

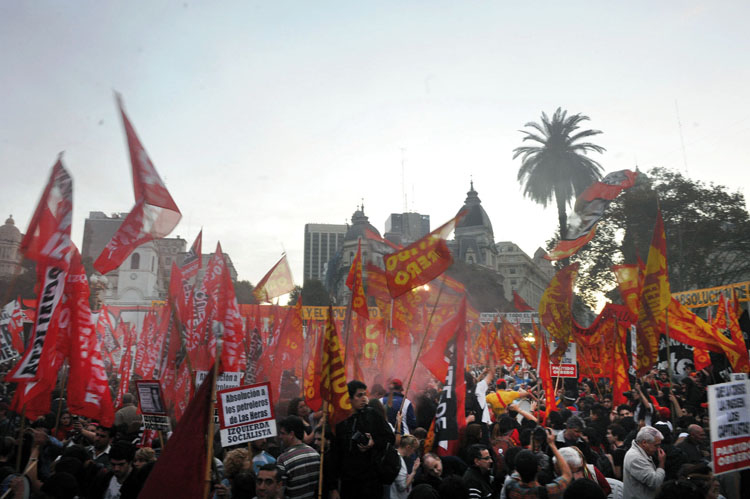
Активисты СПТ в колонне Левого фронта трудящихся на Площади Мая

Молодёжное крыло СПТ посредством группы En Clave Roja входит в руководство студенческих центров в ряде национальных университетов Буэнос-Айреса (Университет Буэнос-Айреса, Национальный университет Хенераль Сармьенто), Кильмеса (UNQ) 16 и Сан-Мартина (UNSaM). Женское крыло СПТ, Pan y Rosas, сыграло активную роль в уличных мобилизациях против бытового насилия и за легализацию абортов во время президентства Маурисио Макри.
При партии существуют Институт социалистической мысли «Карл Маркс» и Центр исследований, расследований и публикаций «Лев Троцкий». Раз в две недели СПТ издаёт газету «La Verdad Obrera», а раз в месяц — журнал «Ideas de Izquierda», а также причастна к журналу «Lucha de Clases» и с 2015 года ведёт онлайн-издание «La Izquierda Diario», входящее в 150 самых посещаемых сайтов в стране.

## Участие в выборах
Партия представлена в 12 провинциях и в автономном городе. На президентских выборах 1995 года кандидат партии (и Движения к социализму) набрал лишь 27643 (0,16 %) голосов, но на следующих в 1999 году уже самостоятельный кандидат СПТ Хосе Монтес получил 43911 голосов (0,23 %). Количество проголосовавших за СПТ на парламентских выборах в 2003 году составило 42331 (около 0,25 %). Затем СПТ вступила в союз с Движением к социализму и Социалистической левой, получив на президентских выборах 2007 года 95 тысяч голосов (0,57 %). 
После оформления новой коалиции с Социалистической левой и Рабочей партией под названием Левый фронт трудящихся (Frente de Izquierda y de los Trabajadores) тот в 2011 году получил 503 тыс. (2,3 %) голосов на президентских выборах (за кандидата Хорхе Альтамиру) и почти 583 тыс. (2,82 %) на парламентских. В рамках Фронта СПТ сумела впервые попасть в Национальный конгресс на парламентских выборах 2013 года, получив более 1,22 миллионов голосов и проведя 3 депутатов. 
На парламентских выборах 2015 года количество голосов снизилось до 983 тысяч (4,18 %), и за СПТ остался один депутат. На президентских выборах в том же году кандидат в президенты Николас дель Каньо и кандидат в вице-президенты Мириам Брегман, представляющие Социалистическую партию трудящихся, получили 812,5 тысяч (3,23 %) голосов избирателей. 
На парламентских выборах 2017 года за Левый фронт трудящихся было отдано 1,051 млн. (4,28 %) голосов, и от СПТ прошло двое депутатов. 
Партия также имеет представительство в законодательном органе автономного города Буэнос-Айрес, в провинциальных законодательных органах Буэнос-Айреса, Кордовы, Жужуя, Мендосы, Неукена, в местных советах Мендосы, Годой-Крус, Лас-Эрас и Майпу.

## Интернационал
На международном уровне СПТ является крупнейшей секцией Троцкистской фракции — Четвёртого интернационала, куда также входят Лига революционных рабочих (Боливия), Движение социалистических трудящихся (Мексика), Лига революционных трудящихся (Бразилия), Лига трудящихся за социализм (Венесуэла), Партия революционных трудящихся — Класс против класса (Чили), Социалистическая организация (Коста-Рика), Революционное движение трудящихся (Испания), Левый голос (США), Революционная интернационалистская организация (Германия) и до лета 2021 года фракция «Революционное коммунистическое течение» внутри Новой антикапиталистичесой партии (Франция).